# Nixe perfida
Nixe perfida är en dagsländeart som först beskrevs av Mcdunnough 1926.  Nixe perfida ingår i släktet Nixe och familjen forsdagsländor. Inga underarter finns listade i Catalogue of Life.